# Мајк Линдел
Мајкл Џејмс Линдел (енгл. Michael James Lindell; Манкејто, 28. јун 1961), познат и као My Pillow Guy, амерички је предузетник, политички активиста и теоретичар завере. Оснивач је и директор предузећа за производњу јастука, постељине и папуча My Pillow, Inc.
Линдел је истакнути присталица и саветник актуелног председника САД Доналда Трампа. Након Трамповог пораза на председничким изборима у САД 2020, Линдел је одиграо значајну улогу у подршци и финансирању Трампових покушаја да поништи изборни резултат, ширивши теорије завере о распрострањеној изборној превари на тим изборима. Такође је био активни промотер токсичног биљног екстракта олеандрина као алтернативног лека за ковид 19.

## Биографија
Рођен је 28. јуна 1961. године у Манкејту. Одрастао је у Часки и Карверу. Зависност од коцкања почела је да се појављује у тинејџерским годинама. Похађао је Универзитет у Минесоти након средње школе, али је одустао од студија неколико месеци касније. У својим двадесетим, постао је зависник и често је конзумирао кокаин. Ова зависност се погоршала након што је 1990-их прешао на крек. Такође је имао коцкарске дугове. Нагомилавање зависности између 1980-их и 1990-их довело је до одузимања куће, док му је супруга поднела захтев за развод. Изјавио да је молитвом постигао трезвеност 2009. године. Изјашњава се као евангелистички хришћанин.